# Roza, Iambol
Roza (în bulgară Роза) este un sat în comuna Tundja, regiunea Iambol,  Bulgaria.

## Demografie
Componența etnică a satului Roza
     Bulgari (98,2%)
     Nicio identificare (1,79%)
     Altele (0%)
La recensământul din 2011, populația satului Roza era de 1.226 locuitori. Din punct de vedere etnic, majoritatea locuitorilor (98,2%) erau bulgari. Pentru 1,79% din locuitori nu este cunoscută apartenența etnică.